# Дальнобойщики 3: Покорение Америки
| Системные требования         | Системные требования                                                                      | Системные требования                                                                        |
| ---------------------------- | ----------------------------------------------------------------------------------------- | ------------------------------------------------------------------------------------------- |
|                              | Минимальные                                                                               | Рекомендуемые                                                                               |
| IBM PC-совместимый компьютер |                                                                                           |                                                                                             |
| ОС                           | Windows 2000/XP/Vista/7                                                                   | Windows 2000/XP/Vista/7                                                                     |
| ЦПУ                          | Intel Pentium 4 2,4 ГГц                                                                   | Intel Core 2 Duo 3,0 ГГц                                                                    |
| Объём ОЗУ                    | 1,0 ГБ                                                                                    | 2,0 ГБ                                                                                      |
| Место на диске               | 10 ГБ                                                                                     | 10 ГБ                                                                                       |
| Информационный носитель      | DVD                                                                                       | DVD                                                                                         |
| Видеокарта                   | nVidia GeForce 5700 или ATI Radeon X800 со 128 МБ видеопамяти, совместимая с DirectX 9.0c | nVidia GeForce 8800 или ATI Radeon HD 3870 с 256 МБ видеопамяти, совместимая с DirectX 9.0c |
| Звуковая плата               | совместимая с DirectX 9.0c                                                                | совместимая с DirectX 9.0c                                                                  |
| Устройства ввода             | Клавиатура, мышь                                                                          | Клавиатура, мышь, руль, педали                                                              |

«Дальнобойщики 3: Покорение Америки» — компьютерная игра в жанре симулятора водителя-дальнобойщика с элементами экономической стратегии, разработанная SoftLab-NSK и изданная 1С в 2009 году.
Действие игры происходит в Калифорнии. В игре смоделировано 20 000 км реальных дорог в масштабе 1:10, то есть в игре имеется 2000 км автотрасс. Также в игре около 40 больших и малых городов, в том числе Сан-Франциско и Лос-Анджелес.
Игра разрабатывалась начиная с 2001 года, с того момента, когда вышли «Дальнобойщики 2».
За рубежом игра известна как Rig 'n' Roll.

## Сюжет
В отличие от предыдущих игр серии, действие игры происходит не в вымышленном российском регионе, а в реально существующем уголке США.
События начинаются 6 марта 2014 года. Главный герой — российский водитель под прозвищем Ник; его реальное имя — Николай Перепелов (в российской версии) и Николас Армстронг (в зарубежных версиях). В начале игры у Ника есть лишь скромная сумма денег (100 тысяч долларов на уровне сложности «Эксперт», 150 тысяч долларов на уровне сложности «Дальнобойщик», 200 тысяч долларов на уровне сложности «Чайник»), грузовик Freightliner Argosy, транспортная компания Nick Trucking и секретарь Памела Расселл. Всё это устроил Мэтью Тирсон — американский друг Ника. Также Мэтью знакомит Ника со своим коллегой — Кохрейном Джонсом. Вскоре он забирает у Ника балонник (будет показан ролик, если ехать в сторону Лос-Анджелеса). Если же ехать в сторону Сан-Франциско, то Кохрейн позвонит Нику, скажет, что нашел балонник в гараже.
По возвращении Ника в Окснард 8 марта 2014 года (или позже) сюжет продолжается. Сначала бандиты из компании Storm Express нападают на Дороти О’Лири (подругу Мэтью). Мэтью звонит Нику и предлагает ему ее спасти. Игрок может пропустить эту миссию, это никак не повлияет на сюжет, однако если согласиться, но проиграть, то Ник будет убит.
Спустя сутки, Нику звонит Кохрейн и скажет, что куда-то пропал Мэтью. Еще через сутки Ник должен приехать в отдел полиции Окснарда. Полицейский Марк Метцгер рассказывает Нику, что машина Мэтью была найдена сожженной и расстрелянной в двух милях от Окснарда, и предлагает сотрудничать. Если отказаться, то сюжет будет остановлен.
Еще через сутки, Нику звонит Джон До, его нужно встретить в баре Окснарда вечером (с 16:00 по 0:00), и по прибытии Ника, Джон скажет ему, что нужно найти владельца Storm Express — Питера Пена (в зарубежных версиях его имя — Джек Мёрдок), который по вечерам сидит в баре Санта-Барбары. При первой попытке Ник встречает бандитов, ранее нападавших на Дороти, и они сообщают ему, что Питер придет завтра вечером. При второй попытке встреча с Питером состоится, и Ник должен первым доехать до Атаскадеро. Если проиграть, то Питер заберет машину у Ника.
После победы в гонке, Питер сообщает Нику, что компания Flat Sole (ее владелец — Спирос Топокинаки) находится на грани банкротства. Нику нужно в течение двух суток встретиться с Топокинаки и довезти его груз до Палмдейла. По пути на Ника нападают бандиты (если ехать медленно — могут и убить его), и человек по имени Фрэнк Дакота вскоре спасает Ника. В случае провала — штраф в размере 12 миллионов долларов. Избежать банкротства в данном случае можно только при помощи читов.
После получения гонорара в размере 22 тысяч долларов Ник должен снова приехать в полицию. Метцгер скажет, что Ник убил Питера Пена балонником, и планирует арестовать Ника, однако Дакота спасает его. Еще через сутки, Нику звонит Памела и просит встретиться с федеральным агентом Стивеном Каннингом. Если опоздать, то компания Ника обанкротится, а избежать банкротства в данном случае нельзя даже при помощи читов. Если приехать вовремя, то Каннинг прощает долг Ника, и просит его временно уехать из Калифорнии, и рекомендует не возвращаться, пока компания Storm Express не будет арестована. По ходу дела бандиты успевают убить Мэтью, и взять в заложники Дороти и Кохрейна. Также они сообщают Нику, что убьют его, если он в течение трех дней не продаст им свою компанию.
Спустя несколько дней, секретная база Storm Express найдена в горах возле деревни Ми-Вук-Виллидж. Ник должен отказаться от всех остальных заданий и встретиться с Дакотой на автостоянке возле города Бриджпорт. Если опоздать, то бандиты убьют Дороти и Кохрейна, а через некоторое время также и Ника.
По приезде на автостоянку Ник также встречает механика Джона О’Лири (брата Дороти), и тот пересаживает его на специальный тягач Guepard, чтобы он в течение 10 минут доехал до базы Storm Express и разрушил ее, перепрыгнув перед этим через скалу, не натыкаясь на взрывчатку.
После разрушения базы Ник и Дороти празднуют победу в баре деревни Ми-Вук-Виллидж, и внезапно Кохрейн признается, что он на самом деле владелец Storm Express, и на машине Дакоты разрушает бар. Ник должен догнать Кохрейна. Если его в течение 5 минут не догнать, либо отстать от него, то Ник окажется в Окснарде на Guepard, но машина взорвется, если тронуться с места. Также в этот момент можно «забрать себе» Guepard (то есть избежать его взрыва), сохранив игру и загрузив сохранение. Если же догнать Кохрейна, то он погибнет, и Нику присваивается звание «Дальнобойщик года» и награда в размере 500 тысяч долларов.

## Автопарк
В игре изначально планировалось сделать 23 тягача, но по техническим причинам были представлены только 16 из них:
- Freightliner Argosy
- Freightliner Century
- Freightliner Coronado
- Freightliner FLD120 Classic XL
- Sterling A9500S
- Western Star 4900EX

Некоторые тягачи были переименованы из-за истечения срока лицензий:.
- Peterbilt 378 (в игре — Hercules Liberty)
- Peterbilt 379 (в игре — Hercules Freedom)
- Peterbilt 387 (в игре — Hercules Atlas)
- Kenworth W900L (в игре — Titan Ventura)
- Kenworth T600 (в игре — Titan El Dorado)
- Kenworth T800 (в игре — Titan Inyo)
- Kenworth T2000 (в игре — Titan Alpine)

Некоторые тягачи были удалены из-за истечения срока лицензий:
- Navistar 9300
- Navistar 9800
- Navistar 9900IX
- Mack CH603
- Mack CX603
- Volvo VNL770
- Kenworth K100E

Также получены лицензии на некоторые автомобили трафика (Chevrolet и GMC).
Также присутствует в игре вымышленный футуристический тягач John’s Guepard, являющийся самым дорогим автомобилем в игре. По умолчанию доступен только в финальной миссии сюжета, а также он дается Нику для второй попытки обогнать Питера Пена, если с первой попытки не получилось выиграть гонку. Стоимость как покупки, так и ремонта этого тягача примерно в 8 раз выше, чем у обычного тягача. Однако купить его себе игрок просто так не сможет, но есть известная модификация BGPlus (расширение «Больших гонок»), где этот тягач становится доступным игроку для покупки, как и остальные тягачи.

## «Большие гонки»
Дополнение (DLC), известное за рубежом как Monster Cup, вышедшее 12 ноября 2010 года, где добавляется новый персонаж по имени Рон Келли, организатор «Больших гонок». Чемпионат начинается после присвоения звания «Дальнобойщик года» (не важно, игроку или сопернику), и состоит из пяти лиг: второй, первой, премьер, чемпионов и монстров. В каждой гонке игрок должен первым доставить специально оформленный полуприцеп, либо просто приехать в пункт назначения. Также была добавлена база в Сан-Франциско, и три новых города: Пасифика, Санта-Круз и Сан-Симеон (в двух последних есть чудовищная недоработка — постоянные вылеты или мерцание текстур, возможно, из-за слишком большого полигонажа трёхмерных моделей растительности в том районе). Также улучшена модель погоды, сделан более реалистичный дождь, и он не идет в первые 12 суток игрового времени.
В «Больших гонках» присутствуют также спортивные версии некоторых тягачей, которые можно купить там же, где и обычные, примерно в 2 раза дороже их обычных аналогов:
- Peterbilt 379 (Hercules Freedom)
- Sterling A9500S
- Western Star 4900EX
- Freightliner Century
- Kenworth W900L (Titan Ventura)

Три последних спортивных тягача по техническим причинам не были включены в российское издание «Больших гонок», и их можно только установить из модификации BGPlus, где они были взяты из зарубежного издания.
В зарубежных изданиях оригинальной игры без «Больших гонок» (кроме польского), присутствует реклама данного DLC вместо рекламы российского пива «Очаково».

## «Лас-Вегас»
В конце 2010 — начале 2011 года был анонсирован еще один DLC под названием «Лас-Вегас», где планировалось еще расширить мир в игре — добавить часть Невады, включая город Лас-Вегас. Но по техническим причинам дальнейшая разработка и выпуск этого дополнения были отменены.

## Локализации игры
| Версия                             | Название                           | Издатель                                                                    |
| ---------------------------------- | ---------------------------------- | --------------------------------------------------------------------------- |
| Русскоязычная                      | Дальнобойщики 3: Покорение Америки | 1C                                                                          |
| Англоязычная                       | Rig’n’Roll                         | 505 Games/Atari/THQ — Северная Америка Великобритания — 1C/Focus Multimedia |
| Немецкая                           | Rig’n’Roll: Die Truck-Simulation   | Rondomedia                                                                  |
| Двуязычная (польский и английский) | Rig’n’Roll: Tirowiec               | 1C, Cenega                                                                  |

Главного героя игры в русской версии озвучивал Владислав Копп.

## Издания
«Дальнобойщики 3» с аддоном «Большие гонки» дважды входили в локально изданные коробочные сборники — «Золотые издания»: изданный польской компанией Cenega для Польши, с текстовой локализацией на польском языке, и международно изданный компанией Black Lime Games (в состав вошла также часть «Транспортная компания»).

## Рецензии и оценки
| Русскоязычные издания | Русскоязычные издания |
| Издание               | Оценка                |
| --------------------- | --------------------- |
| Absolute Games        | 57/100                |
| «Игромания»           | 7,5/10                |

«Дальнобойщики 3: Покорение Америки» получила неоднозначные оценки. Рецензенты отметили долгожданный выпуск игры, находившийся в разработке несколько лет, с другой — недостатки, которые присутствуют в игре. Absolute Games, поставившее игре 57% из 100% с припиской  «Средненько», решило сравнить «Дальнобойщики» с серией игр «18 стальных колес» компании SCS Software, которая развивалась параллельно разработке «Дальнобойщики 3», не в пользу первой, назвав 18 Wheels of Steel «скучной и пресной [одной и той же] игрой», «выдержавшей 9 переизданий», отметив, что, в противовес ей, «„Дальнобойщики 3“ — бурлящее море, терзаемое ураганом, полная противоположность чешским „траксимам“. Просто подметьте, читая статью, сколько раз промежуточные оценки будут меняться от „очень хорошо“ до „ужасно“, качаясь, словно в шторм».
Автор критикует недостатки, которые появляются в игре «на старте»: постоянно «подвисающее» меню, «размазанные текстуры, сжирающий fps трафик, топорную анимация персонажей». Со временем, по словам обозревателя, «игра перестает раздражать и затягивает, погружая в атмосферу настоящего road movie. На пассажирское кресло претендуют десятки попутчиков, каждый со своим «досье»; коммуникатор терзают предложения разовых контрактов, а сюжет обеспечивает обязательные погони, расследования, встречи с бандитами и полицией. Диалоги написаны с юмором (к сожалению, в паре мест провисающим до задорновского «Ну тупы-ы-ые!») и украшены разнообразными аллюзиями. Пять радиостанций не ограничиваются музыкой, перемежая песни рекламой и новостями — от забавных до полезных, подсказывающих новые квесты...».
Обозреватель «Игромании» так описывает игровой процесс: «... так дни и проходят. Возим грузы, участвуем в гонках, спим в мотелях. Регулярно сталкиваемся с полицией. Периодически заправляемся — чтобы не заглохнуть посреди дороги с пустым баком. Конечно, ржаветь под дождями мы не останемся — в любой момент можно вызвать аварийную службу, которая эвакуирует (если машина перевернулась), подзаправит и отремонтирует.
Автор критикует неровный уровень графики: «такое чувство, что SoftLab-NSK в какой-то момент намеренно решили обезобразить людей — чтобы на их фоне смотрелось лучше все остальное. Поэтому проработка двуногих здесь на уровне дешевых пластиковых игрушек — корявые, угловатые, двигаются дергано, будто батарейки сели. Зато пыльные городки с яркими вывесками, высоченные небоскребы, хайвеи — все это буквально пропитано атмосферой дорожной Америки. Когда рассекаешь политое дождем шоссе, любуешься на высохшие деревья, подернутые облаками горы, когда на твоих глазах начинается красивейший закат — начинаешь понимать, на что ушли эти долгие семь лет». В конечном итоге, журнал ставит игре оценку 7,5 из 10.
Средняя оценка «Дальнобойщики 3: Покорение Америки» на агрегаторе оценок Metacritic составляет 61% из 100%.

## Признание
Вопреки нередко противоречивым отзывам, «Дальнобойщики 3», спустя годы после своего релиза, получала признание от специализированных изданий и включалась в списки лучших игр в жанре грузовых перевозок.